# Gilad Atzmon
Pour les articles homonymes, voir Atzmon.
Gilad Atzmon (en hébreu גלעד עצמון, né le 9 juin 1963) est un jazzman et écrivain militant britannique, né en Israël. Depuis 1994, il a renoncé à cette nationalité et réside actuellement à Londres.
Musicalement, il a collaboré avec Shane McGowan, Robbie Williams, Sinéad O'Connor, Robert Wyatt, Paul McCartney et le groupe Pink Floyd.
Politiquement, il est un partisan affirmé de l'antisionisme, et de l'antijudaïsme dans le sens particulier qu'il donne à ce terme. Il n'est pas contre la religion ni contre les gens d'origine juive mais contre les juifs qui affirment leur judéité (le fait de placer le fait d'être juif au-dessus de tous les autres traits de sa personnalité). Il pense que la judéité est une « idéologie qui mène le monde à une catastrophe et nous devons arrêter (la catastrophe) ». C'est un partisan d'Israël Shamir et Paul Eisen, des anti-sionistes et un pro-palestinien. En 2008, il considère les sionistes comme responsables du krach financier. Il est également sujet de controverses, qualifié d'antisémite par une autre partie des militants pro-palestiniens et antisionistes,, il se défend de tout antisémitisme déclarant n'avoir rien contre les individus.

## Biographie
Petit-fils d'un officier supérieur de l'Irgoun, acquis aux thèses sionistes révisionnistes de Vladimir Jabotinsky,  il rejoint Tsahal en 1981 sans pouvoir combattre à cause d'un accident d'escalade qui le force à se déplacer avec une canne. Il devient infirmier dans la Force aérienne et spatiale israélienne durant la guerre du Liban,.

## Positions
Dans son ouvrage La Parabole d’Esther, Gilad Atzmon considère que les tensions qui interviennent dans le monde proviennent de ce qu'il appelle « le problème juif » : « J’ai compris qu’Israël et le sionisme n’étaient que des sous-parties constituantes d’un problème beaucoup plus vaste, le problème juif ».
D'après Dominique Vidal, Atzmon se rapprocherait ainsi des thèses défendues par le faux antisémite Les Protocoles des sages de Sion.
« Le sionisme n’est pas un mouvement colonialiste ayant des intérêts en Palestine, contrairement à ce que suggèrent certains spécialistes. Le sionisme, en réalité, est un mouvement mondial alimenté par une solidarité tribale sans équivalent entre membres de notre troisième catégorie de juifs. » La troisième catégorie étant celle qui fait passer le fait d'être juif avant tout autre caractéristique. « Manifestement, nous n’avons pas affaire seulement à Israël et aux Israéliens. En réalité, nous sommes en conflit avec une philosophie pragmatique extrêmement déterminée qui génère et promeut des conflits internationaux d’ampleur gigantesque ». Ce qui conduit à « une guerre contre une mentalité regrettable qui a pris l’Occident en otage et l’a, tout au moins momentanément, détourné de ses inclinations humanistes et de ses aspirations athéniennes ». En 2009 et aux côtés de Tarik Ramadan ou de membres du PIR, il signe la pétition de la Belge Nadine Rosa-Rosso intitulée Appel pour le retrait du Hamas de la liste européenne des organisations terroristes, à l'adresse du Parlement européen,.
Pour lui, la Shoah est une « victoire sioniste » : « L’Holocauste a été une « victoire sioniste », exactement de la même manière que tout viol est interprété par les idéologues féministes séparatistes comme une vérification de la validité de leurs théories ».
Il analyse la création de l'État d’Israël comme un territoire tant rêvé aussi bien par les sionistes du XIXe siècle pour la construction d'un idéal que par les capitalistes anglais pour le contrôle du pétrole du Moyen-Orient depuis le début du XXe siècle. Atzmon affirme que de par une politique américano-anglaise, les idéaux ont été balayés au profit d'une politique impérialiste. « En raison de la nature raciste, expansionniste et judéo-centrique de l’État juif, le Juif de la Diaspora se trouve intrinsèquement associé à une idéologie intégriste et ethnocentrique, ainsi qu’à une interminable liste de crimes contre l’Humanité ».
Le 26 mai 2014, il donne à Meyzieu (banlieue de Lyon) une conférence à deux voix en compagnie d'Alain Soral, intitulée « Les juifs et les autres ».  
Le 27 mai 2014, il donne un concert de jazz en compagnie de Dieudonné au théâtre de la Main d'Or. À propos de cette rencontre, il déclare ceci dans un entretien accordé à Alimuddin Usmani : « Dieudonné lui-même est une force de la nature. Je ne suis pas surpris que les militants ethniques juifs et leurs subordonnés du gouvernement socialiste soient tourmentés par cet homme – il est authentique, garanti par l’existence et connecté avec le peuple. Dieudonné possède toutes les qualités athéniennes qui font défaut aux jérusalémites. Il n’est pas juste le Christ, il incarne la signification du Christ, par le moyen de l’humour il se transcende lui-même bien au-delà de sa situation difficile ».
Le 10 juin 2014, il rencontre Robert Faurisson pour un entretien filmé chez ce dernier sur la recherche historique et sur sa vie.
Le 27 juin 2015, il participe à un événement intitulé « Je ne suis pas Charlie », avec Dieudonné et Alain Soral.
Étant israélien et de tradition juive, Gilad Atzmon se définit lui-même comme « haineux de lui-même et fier de l'être ». De ce fait, « les antisionistes d’origine juive (cette catégorie peut englober des gens haineux d’eux-mêmes et fiers de l’être, comme moi) sont là pour donner une image de pluralisme idéologique et de souci de l’éthique ».
En 2018, Gilad Atzmon a été contraint de présenter ses excuses au président de l'organisation britannique Campaign Against Antisemitism (CAA), Gideon Falter. En juillet 2017, Atzmon avait accusé Falter sur son site web de fabriquer des incidents antisémites pour en tirer profit personnellement et justifier les activités de la CAA : « Ils ont besoin de l'antisémitisme et de beaucoup d'antisémitisme. Quand il n'y en a pas, ils se contentent de l'inventer ». Dans une déclaration lue en audience publique (il n'était pas présent au tribunal), Atzmon a reconnu que ses allégations visant Falter étaient fausses et a accepté de lui verser des dommages-intérêts.

## Critiques
L'analyse d'Atzmon de l'histoire, l'identité et la culture juive introduit un antisémitisme particulièrement explicite dans le discours d'extrême droite. Les Juifs anti-sionistes les plus éminents ont dénoncé Atzmon comme un antisémite,. La plupart des autres anti-sionistes (notamment Palestiniens) ont emboîté le pas pour condamner Atzmon , mais dans certaines factions arabes, il existe encore une minorité de militants pour le défendre.
Dominique Vidal, journaliste au Monde Diplomatique et ancien directeur de rédaction, qualifie la prose d'Atzmon de « diarrhée nauséabonde ».
Selon ses détracteurs, Gilad Atzmon alimente les théories du complot et s'inscrit dans une ligne idéologique de type négationniste. « Nous devons aussi nous demander à quoi servent, au juste, les lois sanctionnant le négationnisme de l’Holocauste ? Qu’entend cacher la religion de l’Holocauste ? Tant que nous ne nous poserons pas de questions, nous serons assujettis aux sionistes et à leurs complots. Nous continuerons à tuer au nom de la souffrance juive ».
Ses écrits sont aussi régulièrement repris par certains mouvements pro-palestiniens, d'autres pensent que ses déclarations discréditent leur cause.
En mars 2012, un groupe d'activistes palestiniens a publié une déclaration appelant au « désaveu d'Atzmon par les autres organisateurs palestiniens ainsi que les militants de la solidarité et les alliés du peuple palestinien », le décrivant comme un raciste et un antisémite ; les signataires de la déclaration sont, entre autres, Ali Abunimah, Naseer Aruri, Omar Barghouti, Nadia Hijab, Joseph A. Massad…

## Discographie
- Songs of the Metropolis - Label: World Village - January 2013
- The Tide Has Changed - Label: World Village - Septembre 2010
- In loving memory of America, Enja - Janvier 2009
- Refuge – Label : Enja – Octobre 2007
- Artie Fishel and the Promised Band - Label : WMD - Septembre 2006
- MusiK – Label : Enja - Octobre 2004
- Exile – Label : Enja – Mars 2004
- Nostalgico – Label : Enja - Janvier 2001
- Gilad Atzmon &The Orient House Ensemble – Label : Enja - 2000
- Juizz Muzic- Label : FruitBeard - 1999
- Take it or Leave It - Label : Face Jazz – 1999
- Spiel- Both Sides – Label : MCI – 1995
- Spiel Acid Jazz Band- Label : MCI - 1995
- Spiel- Label : In Acoustic&H.M. Acoustica - 1993

## Ouvrages

### Ouvrages en anglais
- A Guide to the Perplexed, London, Serpent's Tail, 2002,  (ISBN 1-85242-826-0)
- My one and only love, London, Saqi Books, 2005,  (ISBN 0-86356-507-7) (pbk.),  (ISBN 978-0-86356-507-6) (pbk.)
- The Wandering Who?: A Study of Jewish Identity Politics, Zero Books, 2011,  (ISBN 978-1-84694-875-6)

### Ouvrages en français
- Guide des égarés, éditions Phébus, 2005  (ISBN 978-2859409029).
- La Parabole d'Esther : Anatomie du Peuple Élu, Éditions Demi-Lune, 2012  (ISBN 9782917112199). Traduit par Marcel Charbonnier, préface de Jean Bricmont.
- Quel Juif errant ?, édition Kontre Kulture, 2012  (ISBN 978-2-9539880-4-8). Traduit par Anne Lucken.
- Du tribalisme à l'universel, édition Kontre Kulture, 2015. Co-écrit avec Alimuddin Usmani